# Министерство внутренних дел Италии
Министерство внутренних дел Италии (итал. Ministero Dell'Interno) — орган, представляющий внутреннюю политику Италии, заботится о безопасности и предотвращении неправомерных действий. Штаб-квартира находится в Риме.

## Обязанности
Министерство отвечает за внутреннюю защищённость и службу охраны конституционного строя, за штатскую защиту от стихийных бедствий и терроризма, за перемещённых лиц и административные вопросы. Он воспринимает у себя Неизменный комитет министров внутренних дел, а ещё разрабатывает все законы о паспортах, удостоверениях личности, пулевом оружии и взрывчатых субстанциях.
Министерство внутренних дел считается политическим органом управления внутренними делами. Он держит под контролем Муниципальную полицию (Polizia di Stato), Департамент пожарной охраны (Vigili del Fuoco) и префекта. Этим образом, министр заседает в Высочайшем совете защиты.
Главные функции министерства провозглашены в Указе № 300 от 30 июля 1999 г. и заключаются в надлежащем:
- Обеспечивание постоянной организации выборных органов районных образований и их верного функционирования, регулировка районных денег и избирательных служб, ведение записей актов штатского состояния и ЗАГСов, а ещё сотрудничество с районными органами;
- Служба охраны социального около и защищённости и координация сил полиции;
- Сплошное управление и сплошное консульство правительства на его территориях;
- Оборона штатских прав, охватывая верующие убеждения, гражданство, иммиграцию и пристанище.

## Схема организационной структуры
- Министр, верхушка политической власти (итал. il ministro, l'autorità politca al vertice);
- Помощники министра и их прямые заместители (итал. i sottosegretari suoi diretti coadiutori).
- Национальный комитет по обеспечению порядка и общественной безопасности (итал. il Comitato nazionale per l'ordine e la sicurezza pubblica);
- Административный совет (итал. il Consiglio di amministrazione);
- Кабинет министра (итал. il Gabinetto del ministro);
- (итал. l'Ufficio affari legislativi);
- Служба внутреннего контроля (итал. il Servizio di controllo interno);
- (итал. l'Ufficio stampa e comunicazione; Portavoce del ministro; Ufficio comunicazione istituzionale);
- Секретариат министра (итал. La Segreteria del ministro);
- (итал. La Segreteria particolare del ministro);
- (итал. La Segreteria tecnica del ministro);
- (итал. La Segreterie dei sottosegretari di Stato; costituiscono gli uffici di diretta collaborazione del Ministro).
- Департамент территориальных и внутренних дел (итал. Dipartimento per gli affari interni e territoriali)
- Департамент охраны общественного порядка (итал. Dipartimento della pubblica sicurezza)
- Департамент гражданских свобод и иммиграции (итал. Dipartimento per le libertà civili e l'immigrazione)
- Департамент пожарной охраны, скорой помощи (общественной помощи) и гражданской обороны (итал. Dipartimento dei vigili del fuoco, del soccorso pubblico e della difesa civile)
- (итал. Dipartimento per le politiche del personale dell'amministrazione civile e per le risorse strumentali e finanziarie)

## Министры
- Список министров внутренних дел Королевства Италия[итал.] (1861—1946)
- Список министров внутренних дел Итальянской Республики (с 1946).